# محمد یعقوب مجاهد
محمد یعقوب مجاهد (زادهٔ ۱۹۹۰) معروف به ملا یعقوب، پسر بزرگ ملا محمد عمر، فرمانده مجاهدین افغان، بنیان‌گذار طالبان و امیر سابق امارت اسلامی افغانستان. او یکی از دو معاون رهبر فعلی‌ طالبان هبت‌الله آخندزاده است.

## زندگی
محمّد یعقوب یک پشتون قومی از قبیله هوتک است که بخشی از شاخه بزرگتر غلزایی است. وی تحصیلات دینی خود را در حوزه‌های علمیه مختلف کراچی در پاکستان گذراند. وقتی پدرش در آوریل ۲۰۱۳ درگذشت و شایعات مبنی بر ترور او توسط اختر منصور رقیب اوج گرفت، محمد یعقوب کشته شدن پدرش را تکذیب کرد و اصرار داشت که او به دلایل طبیعی مرده‌است. گفته می‌شود که ملا محمد یعقوب از حمایت از رهبری ملا اختر منصور، فرمانده طالبان، در زمان انتخاب او به عنوان رهبر سازمان طالبان در ۲۹ ژوئیه ۲۰۱۵ خودداری کرد. او مایل نبود خود را در جایگاه برتر این گروه بپذیرد.

### موقعیت‌های رهبری
در سال ۲۰۱۶ ملا محمّد یعقوب از سوی طالبان به عنوان مسئول کمیسیون نظامی در ۱۵ ولایت از ۳۴ ولایت افغانستان تعیین شد. کمیسیون نظامی به سرپرستی ملا ابراهیم صدر مسئول نظارت بر کلیه امور نظامی طالبان است. علاوه بر این، ملا محمد یعقوب در شورای تصمیم‌گیری عالی طالبان، شورای رهبری، گنجانده شد.
پس از مرگ ملا اختر منصور در ۲۱ مه ۲۰۱۶ و جایگزینی ملا هبت الله آخندزاده به عنوان رهبر جدید طالبان، سراج الدین حقانی، معاون منصور و رهبر شبکه حقانی، سمت خود را به عنوان معاون طالبان در آخندزاده حفظ کرد، در حالی که ملا یعقوب به عنوان معاون دوم رئیس جدید طالبان منصوب شد.

#### دنیاگیری کووید ۱۹
در ۷ مه ۲۰۲۰ او به عنوان رئیس کمیسیون نظامی طالبان منصوب شد که او را فرمانده نظامی این شورشیان کرد. در ۲۹ مه ۲۰۲۰، مولانا محمدعلی جان احمد، فرمانده ارشد با نفوذ طالبان به فارن پالسی گفت که ملا یعقوب پس از ابتلای آخندزاده به ویروس کرونا، سرپرست کل طالبان شد و اظهار داشت: "قهرمان ما، پسر رهبر بزرگ ما، ملا یعقوب، کل عملیات طالبان را در غیاب هبت الله اداره می‌کند. "

## دیدگاه‌ها
محمد یعقوب «میانه‌رو» تلقی می‌شود و از حل و فصل جنگ در افغانستان با مذاکره حمایت می‌کند. او از حامیان سرسخت رهبر سابق طالبان و طرفدار سعودی بود و شایعات حاکی از آن است که وی به دلیل حمایت از صلح و میانه‌رو بودن از جمله دولت سابق افغانستان با آنها پیوندهایی دارد.